# 이사위 묘
이사위 묘(李士渭 墓)는 대한민국 경기도 용인시 처인구 모현읍 매산리에 있는, 조선시대의 무덤이다. 2009년 3월 4일 용인시의 향토문화재 제63호로 지정되었다.

## 개요
조선 전기의 문신인 이사위 묘이다. 본관은 용인(龍仁). 증조부는 지후(祗候) 이석(李奭)이고, 할아버지는 판서(判書) 이광시(李光時)이다. 아버지는 홍복도감판관(弘福都監判官) 구성부원군(駒城府院君) 충숙공(忠肅公) 이중인(李中仁)이다. 문효공(文孝公) 전신(全信)의 외손이다. 형제로는 전서(全書)를 지낸 형 이사영(李士潁)과 지주사(知州事)를 지낸 아우 이사이(李士彛)가 있다. 아들은 이백지(李伯持)이다.

## 현지 안내문
이사위(李士渭, 1342~1402후)는 고려 말에서 조선 초기 문신으로 본관은 용인이며 구성부원군 이중인(李中仁)의 아들이다. 공은 일찍이 신진사(新進士)로 1360년(공민왕 9년)에 포은 정몽주, 삼우당 문익점 선생등과 함께 과거에 급제하니 공의 나이 18세였다. 1390년(공양왕 2년) 경연참찬관(經筵參贊官) 좌부대언(左副代言) 밀직부사(密直副使)를 거쳐 동왕 3면 서해도관찰사(西海道觀察使) 등을 역임하였다. 조선 개국 후 두문동 72현(賢)의 한사람인 아버지 이중인의 뜻에 따라 불사이군(不事二君)의 유지를 받들려 했으나, 유민들의 간곡한 원류(願留)를 뿌리치지 못하고 벼슬길에 나아가게 되었음을 아쉬워했다. 아버지의 유지를 받들지는 못하였으나, 일신에 부귀영달을 꾀하지 않고 오직 나라와 백성을 위하는 마음이 한결같았다. 조선(朝鮮) 개국 초기에 개성유후(開城留後)룰 지냈으며 청백리공 이백지(李伯持)의 부친이기도 하다. 묘는 원형 봉토분으로 묘석과 상석, 향로석, 문인석, 망주석이 1쌍이 있으며 묘표는 월두형(月頭形) 비신과 비대를 갖추었다. 건립연대는 1705년(숙종 31년)에 세워진 것으로 되어 있다.

## 같이 보기
- 이사위

## 참고 문헌
- 이사위 묘 - 디지털용인문화대전